# Twixt
Twixt – amerykański film w reżyserii Francisa Forda Coppoli według jego własnego scenariusza.

## Opis fabuły
Podrzędny, nie stroniący od alkoholu, pisarz Hal Baltimore (Val Kilmer) przyjeżdża do miasteczka Swan Valley promować swoją książkę. Miejscowy szeryf (Bruce Dern) proponuje mu wspólne napisanie powieści i opowiada historię tajemniczej masakry. Wkrótce Hala Baltimore'a zaczynają nawiedzać dziwne sny, przewodnikiem po niech jest Edgar Allan Poe (Ben Chaplin).

## Obsada
- Val Kilmer – Hall Baltimore
- Elle Fanning – V
- Bruce Dern – Bobby LaGrange
- Ben Chaplin – Edgar Allan Poe
- Joanne Whalley – Denise
- David Paymer – Sam Malkin
- Alden Ehrenreich – Flaming
- Anthony Fusco – Pastor Allan Floyd
- Don Novello – Melvin
- Ryan Simpkins – Carolyne